# پادره پیو: مرد کرامات
پادره پیو: مرد کرامات (انگلیسی: Padre Pio: Miracle Man) یک تله‌فیلم ایتالیایی به کارگردانی کارلو کارلئی است که در سال ۲۰۰۰ میلادی منتشر شد.
این فیلم دربارهٔ وقایع واقعی طلبهٔ دینی کلیسای کاتولیک «پادره پیو» است که بعدها از سوی کلیسای کاتولیک به‌عنوان قدیس معرفی شد.

## بازیگران
- سرجو کاستلیتو در نقش «پادره پیو»
- الیو جرمانو در نقش پادره پیو در سن ۱۶ سالگی
- یورگن پراخنو در نقش مأمور مخصوص پاپ
- فرانکو ترویسی در نقش اسقف شهر مانفردونیا
- آندره‌آ تیدونا در نقش پزشک
- کامیلو میلی در نقش اسقف اعظم پانولو
- توسکا داکوئینو در نقش لئا پادووانی
- آنیتا تساگاریا در نقش ماما پپا (مادرِ پیو)
- لورنتسا ایندووینا در نقش کلئونیچه
- فلاویو اینسینا در نقش پدر پائولینو
- جانی بوناگورا در نقش پدر بنِـدِتو
- روبرتو شوالیه در نقش پدر آگوستینو جملی
- پائولو کالابرزی